# Brozićev brevijar
Brozićev brevijar je glagoljični časoslov otisnut 1561. u Torresanijevoj tiskari u Mlecima na 1086 stranica, a jedincat je u povijesti tiskarstva zbog čak 250 lijevanih spojenica. Priredio ga je prema Baromićevu brevijaru iz 1493., pa ga neki drže drugim izdanjem tog brevijara. No, jezično je znatno pomlađen (pohrvaćen).

## Brevijar
Prvenstveno je to Brevijar jer od 543 lista (1086 stranica), 512 listova (1024 stranice) pripadaju Brevijaru, a 31 list (62 stranice) sadrži misni dio i ritual. Naziva se Brozićev Brevijar, a zbog kratkog misnog i ritualnog dijela nekada se naziva i opisuje kao Brevijar - misal – ritual. Brevijar je zapisao Mikula Brozić, rođen je u Omišlju na Krku oko 1525., a umro u Omišlju između 1580. i 1585. godine.
Na svakoj stranici nalaze se po dva stupca. Tiskana stranica je izgledom: širina 7,2 cm, a visina 10,2 cm. Tisak je dvobojni, crnom bojom molitveni tekst, a crvenom bojom črljenice (upute za korištenje i moljenje). Inicijali su također crvenom bojom pa redovito zauzima dva redka teksta. Inicijali su izpisivani glagoljicom, ali neki i latiniskim slovima. Brozićev Brevijar tiskan je u Thoresijanovoj tiskari koju su vodili unuci Andrije Thoresanija. Brevijar, u kojemu se nalaze i dva sitna drvoreza (kralj David i likovi Sv. Petra i Pavla), sadržava Psaltir s kanticima, Temporal, oficij Marijina pohođenja, Sanktoral, Komunal, misalske tekstove (Red mise, uzorke votivnih misa) i ritualne tekstove.
Na prvom (verso) listu Brozić navodi da je Omišljanin: »I to nači ‹ni›h’ ê Omišlanin’«; u kolofonu stoji: »Svršenie brviêli hi |√ rvackih’.. . s| veliki korizioni i žuntu znova učineni po | pre Mikuli Brozići plov | ani omišelskom’ mise | ca marča č.f.m.a.« ( = 1561). Brevijar je ujedno posljednja tiskana glagoljska liturgijska knjiga hrvatske redakcije, jer su u skladu s odredbama Tridentskog sabora privatne inicijative u izdavanju liturgijskih knjiga bile onemogućene. Dosada se zna za petnaestak primjeraka Brevijara.
Stručnjaci taj časoslov drže završetkom prirodnog razvoja hrvatske inačice staroslavenskog jezika, jer je uskoro nastupila rusifikacija, koju nisu prihvatili niti svećenici glagoljaši, niti njihovi vjernici. Brevijar se čuva u Londonu, u Britanskoj knjižnici (engl. British Library).

## Vanjske poveznice
- Hrvatski glagoljički rukopisi izvan domovine
- Usputni zapisi i pripisi u hrvatsko-glagoljičkim knjigama